# Mieczysław Kwiecień
Mieczysław Tadeusz Kwiecień (ur. 15 czerwca 1936 w Warszawie, zm. 14 września 2020 tamże) – polski duchowny protestancki wyznania zielonoświątkowego, biblista, tłumacz Biblii, kaznodzieja w zborze Warszawa-Wola, absolwent Chrześcijańskiej Akademii Teologicznej (1960) i Uniwersytetu w Bazylei (1961), Kierownik Szkoły Biblijnej ZKE (1972–1981), wieloletni dziekan i wykładowca Warszawskiego Seminarium Teologicznego . Przygotował konkordancję dla Biblii warszawskiej. Współpracował z czasopismami religijnymi trzech Kościołów protestanckich.

## Życiorys
Urodził się 15 czerwca 1936 roku w Warszawie. Jego ojciec zmarł w obozie koncentracyjnym Vaihingen w grudniu 1944 roku. W 1953 został członkiem zboru warszawskiego ZKE. Studiował teologię na Chrześcijańskiej Akademii Teologicznej w Warszawie (1955–1960) oraz na Uniwersytecie w Bazylei (1960–1961). W Bazylei słuchał wykładów Karla Bartha i Oscara Cullmanna. Ożenił się z Bożeną, ekonomistką, z którą miał jedną córkę – Monikę.
Od 1963 był kaznodzieją w I zborze warszawskim, a od 1984 roku w IV zborze warszawskim ZKE . W 1971 roku wszedł do Rady Kościoła ZKE z ramienia wolnych chrześcijan. Członkiem Rady Kościoła pozostał do roku 1978. Od roku 1972 był kierownikiem powołanej po dłuższej przerwie Szkoły Biblijnej. Funkcję tę pełnił do roku 1981, kiedy to zrezygnował ze względu na naciski ze strony Kazimierza Murantego, sekretarza Rady Kościoła. Funkcję tę przejął Włodzimierz Rudnicki. Wraz z grupą kilkunastu osób przyłączył się do ugrupowania zielonoświątkowców, z którą w 1984 utworzyli własny zbór – Zbór Warszawa-Wola. Pozostał wykładowcą, wykładał Wstęp do Starego Testamentu. Poza biblistyką do jego zainteresowań należała historia Kościoła oraz dialog chrześcijańsko-żydowski . Wychował wiele pokoleń pastorów i pracowników kościelnych .
W czasach PRL-u przez okres 15 lat był inwigilowany przez bezpiekę. Po upadku komunizmu nie chciał wiedzieć, kto na niego donosił. Według oceny Adama Ciućki był wzorem chrześcijanina w czasach PRL-u .
Zmarł 14 września 2020 roku . Pogrzeb Mieczysława Kwietnia odbył się 23 września, na cmentarzu ewangelicko-reformowanym w Warszawie  (kwatera 10-2-14).
Jego córka, Monika , była redaktorem naczelnym „Jednoty” oraz miesięcznika „Chrześcijanin” (2002–2009) .

## Biblista i publicysta

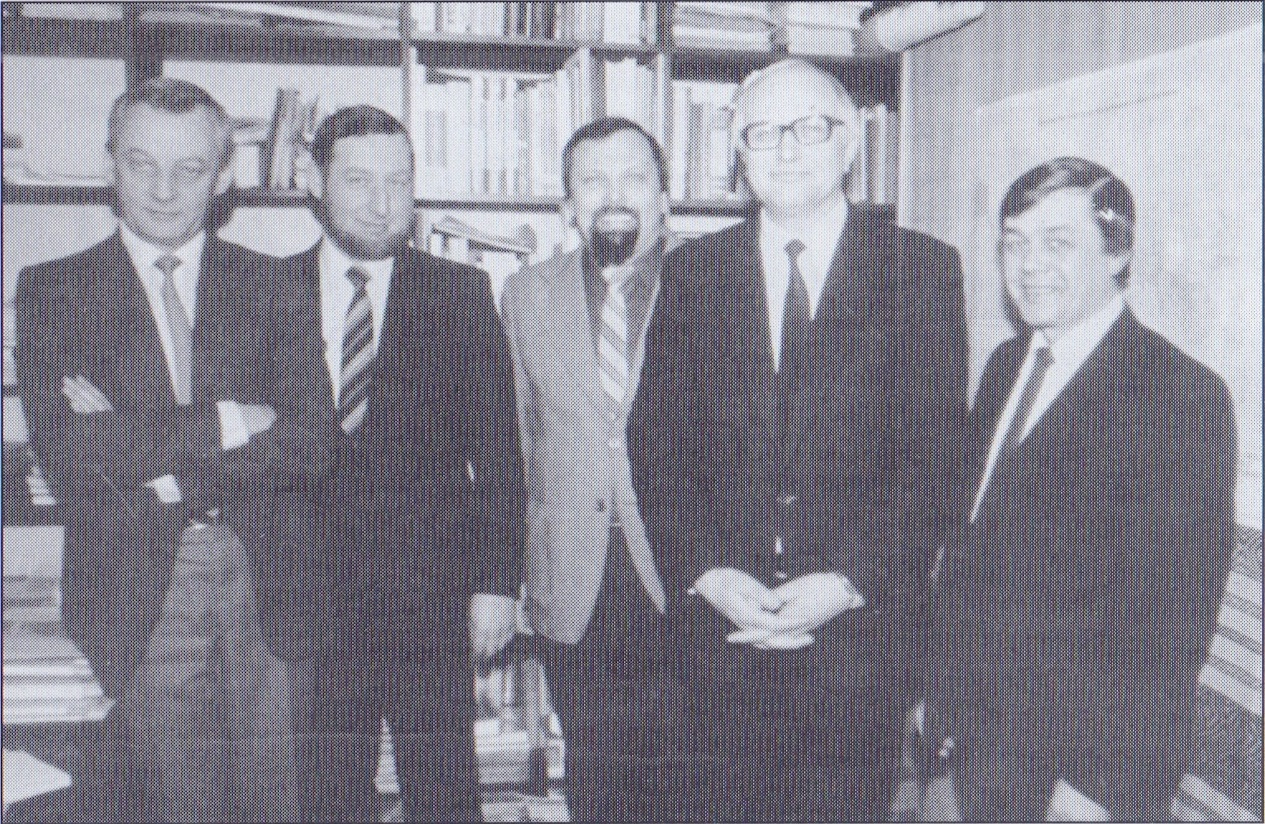
Redakcja „Chrześcijanina” (1988), od lewej stoją: Kwiecień, Tomaszewski, M. Czajko, E. Czajko i K. Krystoń

W 1962 roku wespół z Edwardem Czajką napisał szereg artykułów do „Kalendarza Jubileuszowego” ZKE na rok 1963. We dwójkę zredagowali Kalendarz zarówno pod względem merytorycznym, jak i technicznym, ale ze względu na wymogi polityki wewnątrzkościelnej w stopce redakcyjnej pojawił się także Józef Mrózek i Bolesław Winnik.
W latach 1963–1970 był stałym współpracownikiem „Jednoty”. W latach 1964–1971 i 1982–1988 był sekretarzem redakcji „Chrześcijanina” . W owym czasie główny ciężar pracy redakcyjnej spoczywał na nim, ponieważ pozostali członkowie redakcji mieli inne obowiązki kościelne i nie mogli poświęcać pismu wiele czasu. W wywiadzie dla „Chrześcijanina” z 1988 powiedział, że praca w redakcji tego pisma była istotną częścią jego życia. W roku 1989, od stycznia do grudnia, był redaktorem naczelnym tego miesięcznika. Współpracował też z dwumiesięcznikiem „Słowo i Życie”, pismem Kościoła Zborów Chrystusowych .

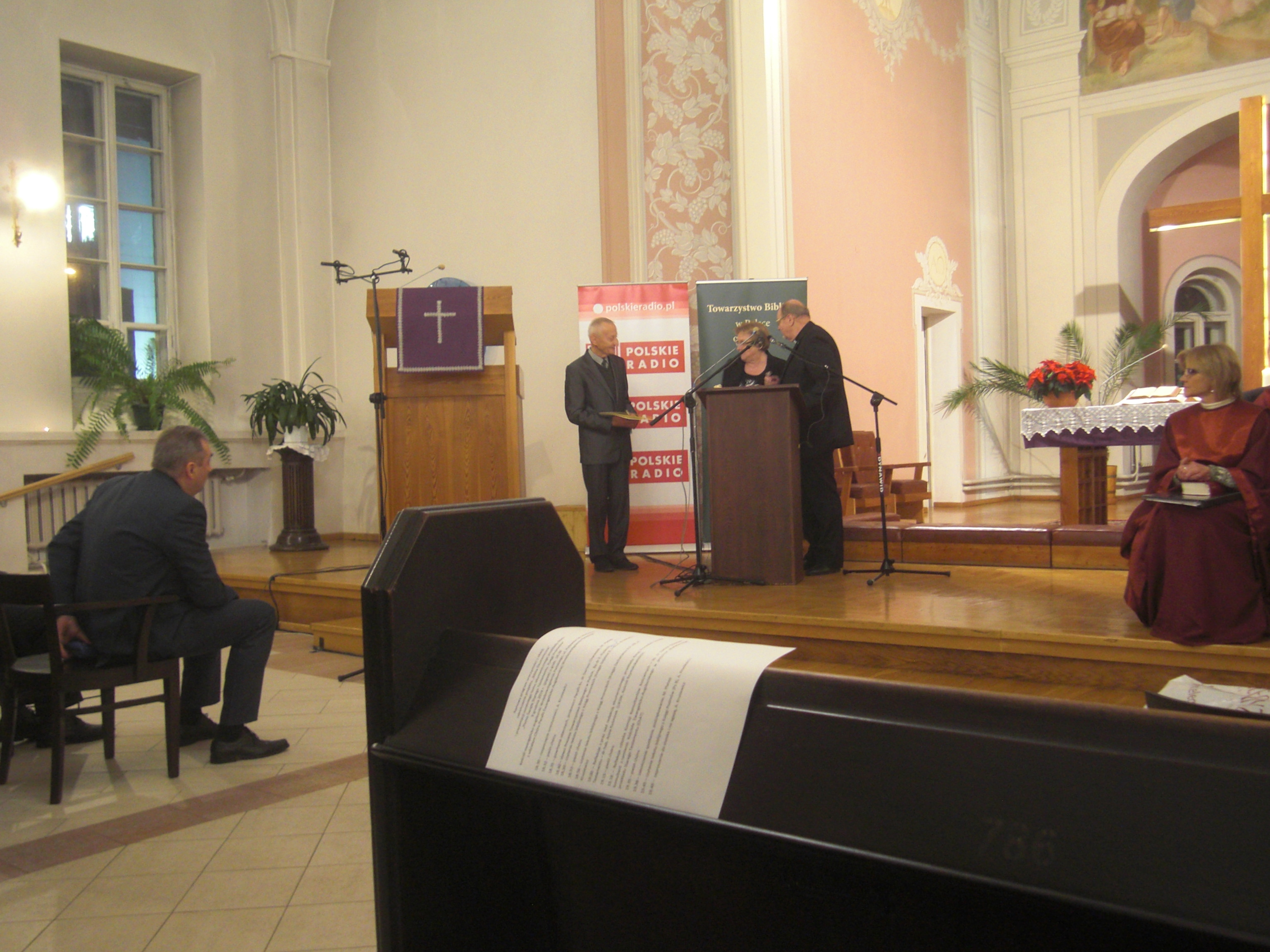
Odebranie dyplomu Tow. Biblijnego podczas prezentacji Ksiąg Prorockich przekładu ekumenicznego (2016-12-09)

W latach 1982–2012 wraz z ks. Janem Anchimiukiem, późniejszym arcyb. Jeremiaszem (prawosławny), ks. prof. M. Czajkowskim (katolik) i Janem Turnauem (katolik) podjął się dokonania przekładu ekumenicznego Nowego Testamentu. Była to prywatna inicjatywa ekumeniczna, niemająca oficjalnego wsparcia ze strony Kościołów i dlatego przekład uzyskał nazwę – Ekumeniczny Przekład Przyjaciół (EPP). Kwiecień był tłumaczem oraz redaktorem przekładu.
Opracował biografię Watchmana Nee, która została opublikowana w odcinkach w „Chrześcijaninie” w 1981 roku, a następnie w całości w „Kalendarzu Chrześcijanina”. W 1999 zbór cieszyński wydał ją w formie książki. Wraz z Józefem Kajfoszem opracował konkordancję do Biblii warszawskiej .
W roku 1977 zaproponował definicję tzw. „wolnych kościołów”: „Jest to nowa wspólnota chrześcijan, która powstała z autentycznego pragnienia całkowitego wykonania woli Bożej i trwania w posłuszeństwie i wierności w stosunku do jedynego Pana, Jezusa Chrystusa, i Jego uniwersalnego Królestwa; a w swoim świadectwie wiary manifestuje inny rodzaj duchowości chrześcijańskiej, składa się z ludzi, którzy swoje uczestnictwo realizują dobrowolnie, odpowiedzialnie i świadomie”. Definicja ta była cytowana przez Henryka Ryszarda Tomaszewskiego i Wojciecha Gajewskiego.

## Publikacje
Książki

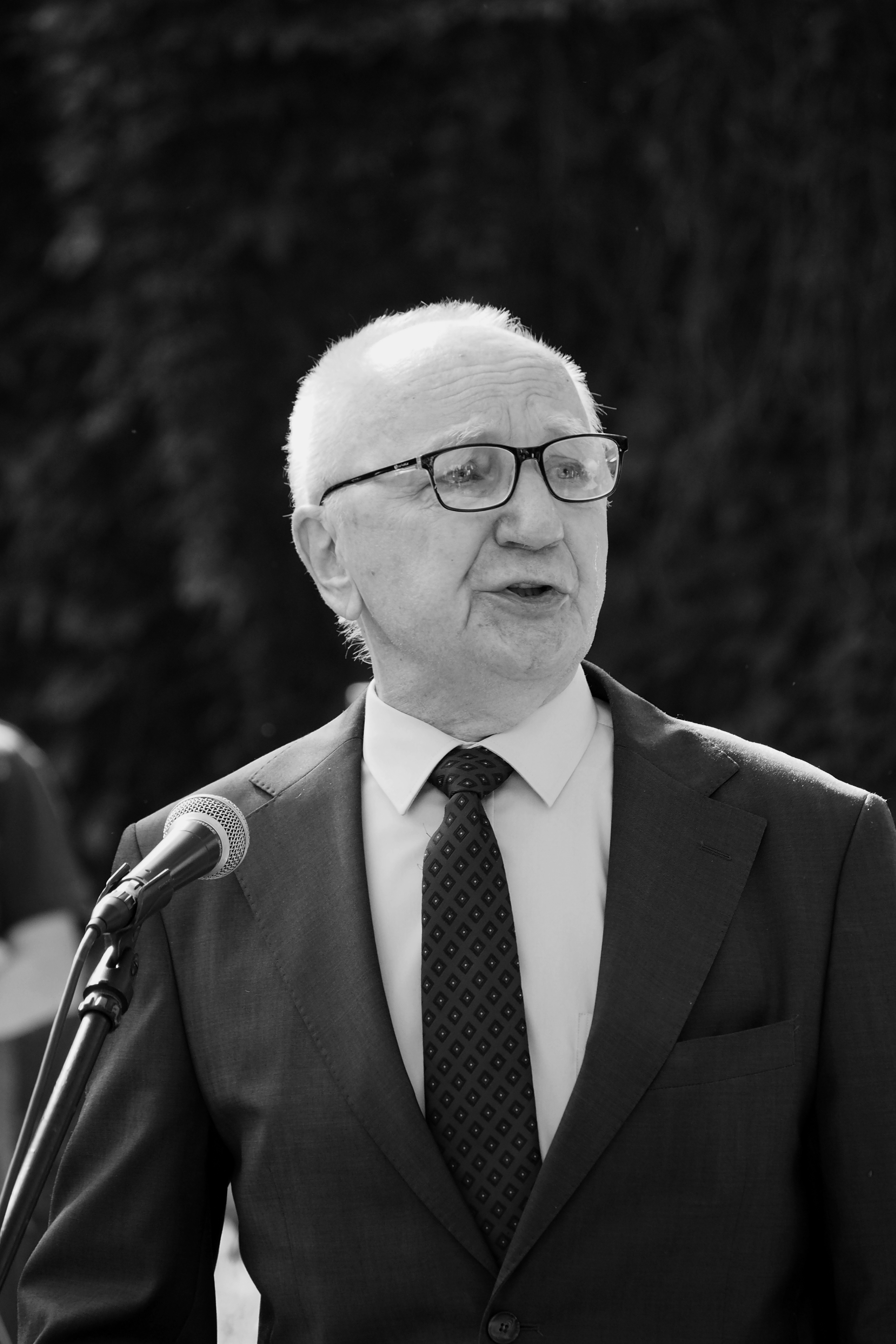
Waldemar Lisieski przemawia na pogrzebie Kwietnia

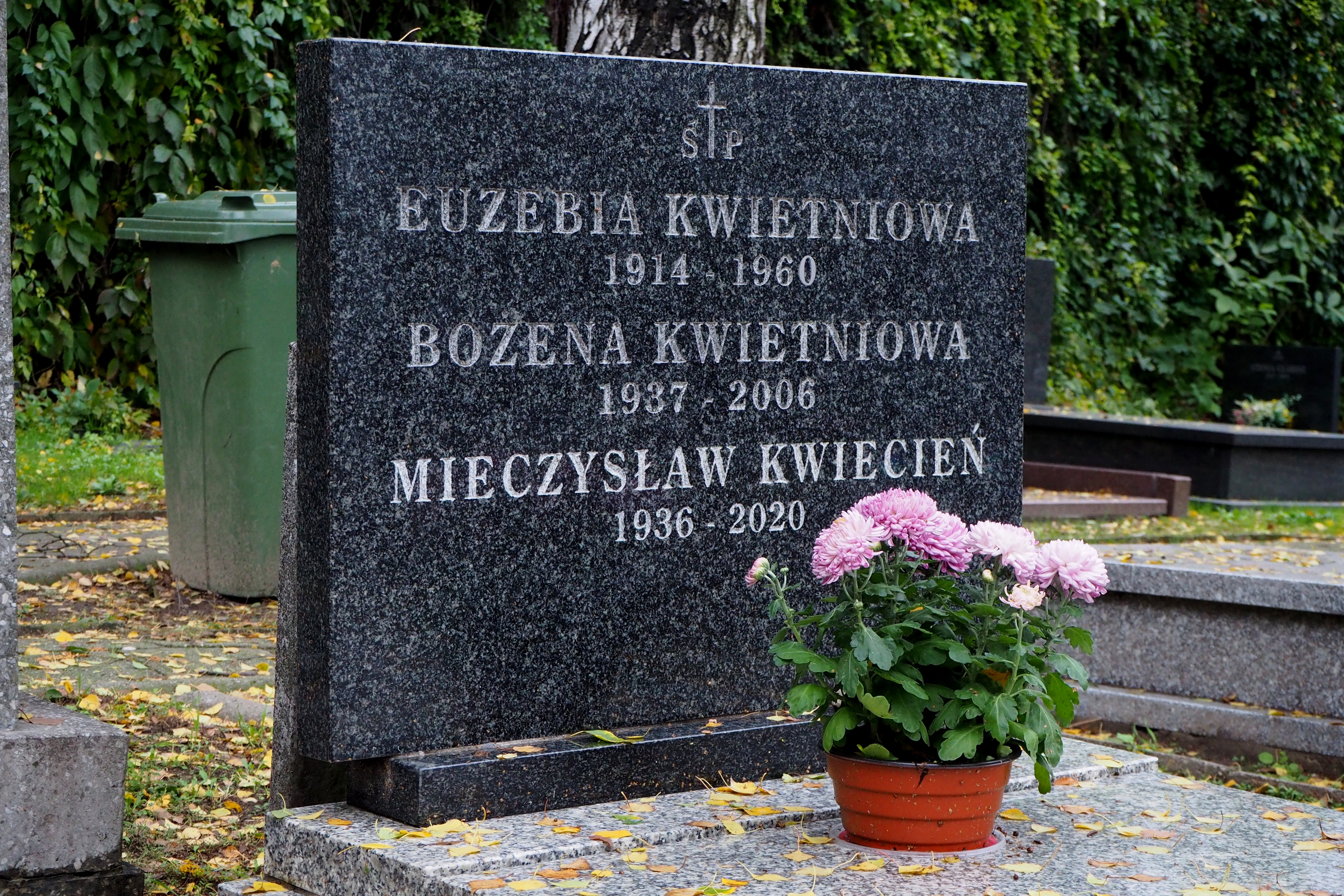
Grób Mieczysława Kwietnia na cmentarzu ewangelicko-reformowanym przy ul. Żytniej w Warszawie

- M. Kwiecień: Watchman Nee. Biografia. Arka, 1999. ISBN 83-911305-2-5. Brak numerów stron w książce
- Konkordancja Biblijna do Pisma Świętego Starego i Nowego Testamentu (Biblia Warszawska). opr. Józef Kajfosz, Mieczysław Kwiecień. Warszawa: „Vocatio”, 1995. ISBN 83-7146-029-5. Brak numerów stron w książce

Artykuły
- M. Kwiecień: Ruch ewangelicznych chrześcijan. W: Kalendarz jubileuszowy 1963. Warszawa: Zjednoczony Kościół Ewangeliczny, 1963, s. 57–65.
- M. Kwiecień: Droga życia (Szkic biograficzny). W: Stanisław Krakiewicz: Aby byli jedno. Warszawa: ZKE, 1975, s. 7–22.
- M. Kwiecień. O dziejach języka Starego Testamentu. „Chrześcijanin”. Nr 3, s. 9–13, 1977.
- M. Kwiecień. O wolnych kościołach. „Chrześcijanin”. Nr 7–8, s. 5–11, 1977.
- M. Kwiecień. O ofiarach starotestamentowych. „Kalendarz Chrześcijanina”, s. 241–250, 1979. Warszawa.
- M. Kwiecień. Słownik miar, wag i monet występujących w starożytności biblijnej. „Kalendarz Chrześcijanina”, s. 251–257, 1979.
- M. Kwiecień: Die Freikirchen In Polen. W: Őkumene in Polen. Herausgegeben in Verbindung mit dem Polnischen Őkumenischen Rat von Gerhard Bassarak. Berlin 1982. s. 103–117.
- M. Kwiecień. Moje tak i nie, w: Papież w oczach Polaków innych wyznań i religii (ankieta). „Więź”. Nr 10 (480), s. 56–61, 1998.
- M. Kwiecień. Moi mistrzowie duchowi (ankieta). „Więź”. Nr 9 (503), s. 67–71, 2000.
- M. Kwiecień. Dlaczego chrześcijanie w Polsce powinni modlić się za narodem żydowskim?. „Chrześcijanin”. Nr. 5–6, s. 16–17, 2008.
- M. Kwiecień, Chrześcijańska Akademia Teologiczna i Warszawskie Seminarium Teologiczne. Kontakty i współpraca, [w:] Ekumenizm i ewangelicyzm. Studia ofiarowane Profesorowi Karolowi Karskiemu w 70. urodziny, pod redakcją Marcina Hintza i Tadeusza J. Zielińskiego, Warszawa 2010, s. 219–233.
- M. Kwiecień, Abp Jeremiasz Jan Anchimiuk jako współtłumacz Nowego Testamentu (EPP), [w:] Ku Słowu, ku Kościołowi, ku światu. Księga pamiątkowa ofiarowana Arcybiskupowi Jeremiaszowi (Janowi Anchimiukowi) w 70. rocznicę urodzin, pod redakcją Kaliny Wojciechowskiej i Wsiewołoda Konacha, Warszawa 2013, s. 187–196.

Przekłady
- Aiden Wilson Tozer: Klucz do głębszego życia. przeł. M. Kwiecień, W. Lisieski. Warszawa: „Vocatio”, 1992. ISBN 83-85435-12-3. Brak numerów stron w książce
- Nowy Testament. Ekumeniczny Przekład Przyjaciół. Warszawa: 2012. ISBN 978-83-940927-2-6. Brak numerów stron w książce